# Afrobrianax mirei
Afrobrianax mirei is een keversoort uit de familie keikevers (Psephenidae). De wetenschappelijke naam van de soort werd in 1970 gepubliceerd door Bertrand & Villiers.